# Idaotsa
Idaotsa est un village de la commune de Viimsi du comté de Harju en Estonie. Au 31 décembre 2011, il compte 41 habitants.